# Drewno wtórne

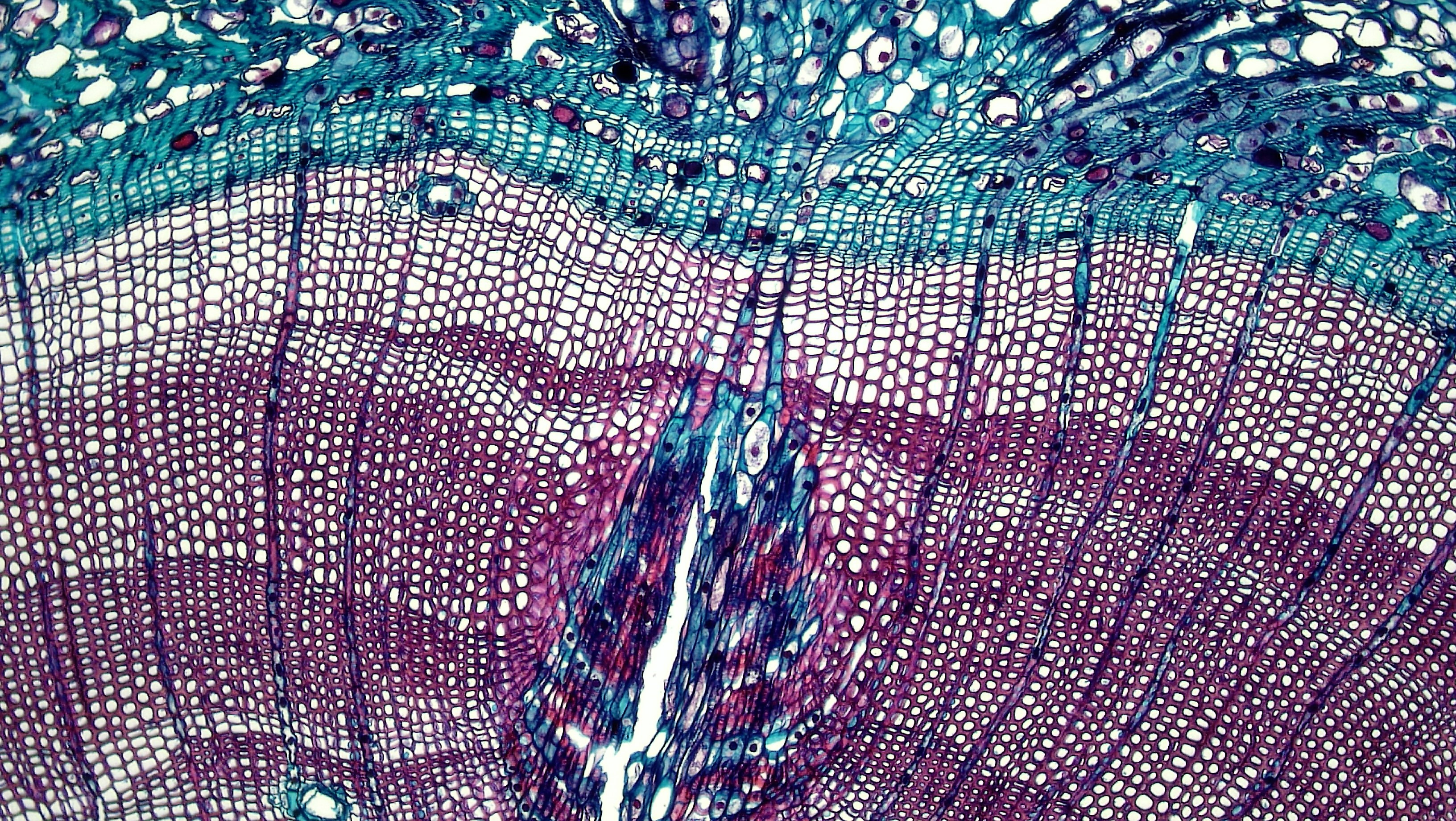
Przekrój łodygi sosny – w dolnej części widoczne roczne przyrosty drewna wtórnego.

Drewno wtórne (drewno techniczne, ksylem wtórny) – tkanka roślin naczyniowych powstająca w wyniku przyrostu wtórnego z kambium (miazgi łykodrzewnej). Ma budowę analogiczną do metaksylemu. Odkładanie drewna wtórnego u roślin zdrewniałych strefy klimatu umiarkowanego jest zróżnicowane sezonowo – trwa od wiosny do jesieni, przy czym wiosną powstaje drewno wczesne, a latem drewno późne. Ich zróżnicowanie jest wyraźnie widoczne na przekrojach jako słoje przyrostu rocznego. 
Drewno wtórne pełni funkcję przewodzącą wodę i rozpuszczone w niej sole mineralne w części zewnętrznej zwanej drewnem bielastym, zbudowanej z żywych komórek. W części wewnętrznej pnia drewno, zwane twardzielowym, zbudowane jest z komórek martwych i pełni jedynie funkcję wzmacniającą.